# Atrito linguístico
Na linguística, o atrito é definido como a perda não-patológica de uma parte ou da totalidade de uma língua por um falante bilingue. O atrito das línguas é um fenômeno distinto da conversão linguística ou da morte linguística. Esses fenômenos ocorrem em comunidades bilingues e abrangem várias gerações. O atrito, em contraste, se trata da perda de uma língua por um indivíduo e se observa por consequência ao decorrer de uma só geração.
Estudos revelam que fenómeno se caracteriza pela perda de aspetos estruturais da língua e parece ocorrer ao nível neurológico. Além disso, apontam mais para fatores internos - emoções, atitudes, motivação - do que externos - idade, formação académica, período de emigração.